# Monteleone di Fermo
Monteleone di Fermo é uma comuna italiana da região dos Marche, província de Fermo, com cerca de 454 habitantes. Estende-se por uma área de 8 km², tendo uma densidade populacional de 57 hab/km². Faz fronteira com Belmonte Piceno, Monsampietro Morico, Montelparo, Santa Vittoria in Matenano, Servigliano.

## Demografia
| Variação demográfica do município entre 1861 e 2011                               |
|                                                                                   |
| Fonte: Istituto Nazionale di Statistica (ISTAT) - Elaboração gráfica da Wikipedia |